# Aeronomia
A aeronomia é o estudo da física e química da alta atmosfera neutra e ionizada. No passado, a pesquisa da alta atmosfera vinha sendo separada da área de meteorologia, principalmente em função das diferentes técnicas experimentais utilizadas nas duas disciplinas.
As técnicas experimentais de pesquisa da alta atmosfera e ionosfera são inevitavelmente mais difíceis que as de meteorologia, principalmente devido ao fato que as regiões de interesse ficam fora de alcance dos balões tradicionalmente utilizados para fazer observações meteorológicas no ar superior.
Nas observações aeronômicas utilizam-se foguetes de sondagem, satélites e, sempre que possível, sensoriamento remoto. Em anos recentes esta separação entre aeronomia e meteorologia está começando a diminuir. A aproximação das disciplinas é resultado da compreensão do fato que a atmosfera terrestre precisa ser estudada como um todo, e que não seria possível entender, por exemplo, a interação entre homem e seu meio ambiente, com o estudo de apenas aquela parte da atmosfera com a qual temos contato diário, em outras palavras, a troposfera.